# Rhytidoponera flavipes
Rhytidoponera flavipes är en myrart som först beskrevs av Clark 1941.  Rhytidoponera flavipes ingår i släktet Rhytidoponera och familjen myror. Inga underarter finns listade i Catalogue of Life.